# Экоссинн
Экосси́нн (фр. Écaussinnes, валлон. Les Scåssenes / Les Escåssenes) — коммуна в Валлонии, расположенная в провинции Эно, округ Суаньи. Принадлежит Французскому языковому сообществу Бельгии. На площади 34,77 км² проживают 9 924 человека (плотность населения — 285 чел./км²), из которых 48,32 % — мужчины и 51,68 % — женщины. Средний годовой доход на душу населения в 2003 году составлял 11 868 евро.
Почтовые коды: 7190, 7191. Телефонный код: 067.